# Platythelphusa conculcata
Platythelphusa conculcata là một loài cua nước ngọt trong họ Potamonautidae.
Chúng thường được tìm thấy ở Tanzania và Zambia.